# 藩鎮

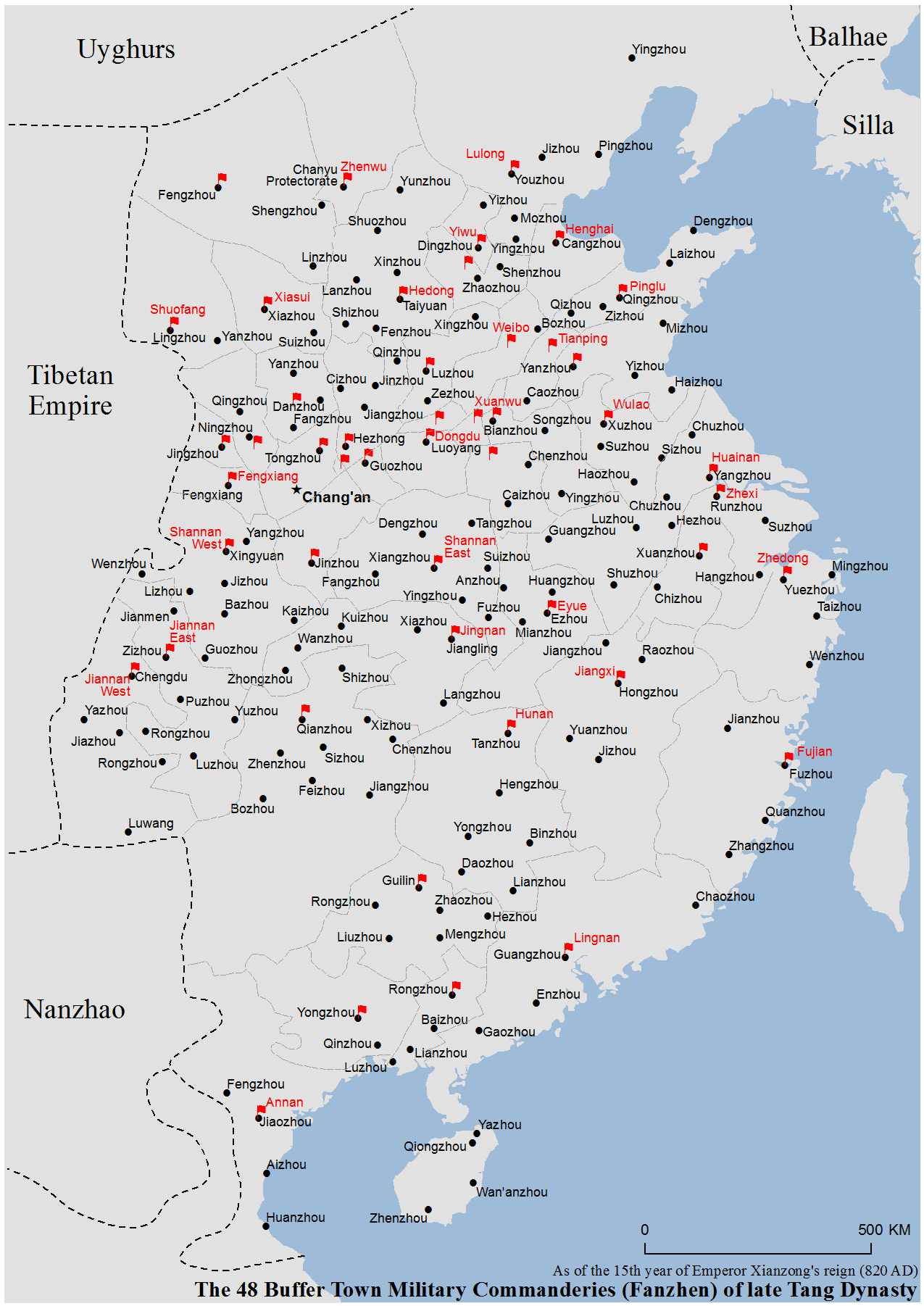
820年頃の藩鎮の所在地

藩鎮（はんちん）は、中国の唐から北宋まで存在した地方組織の名称である。節度使や観察使などを頂点とし、地方の軍と財政を統括した。節度使そのものを指すことも多い。

## 歴史

### 安史の乱まで
唐は太宗の時代に大幅に領土を広げ、その領土を都護府・羈縻政策・府兵制・鎮兵の制度をもって維持していた。鎮兵には蕃将蕃兵が多く用いられ、主に西北方面の辺境防衛のために置かれたが、玄宗時代になると、従来の府兵制が上手く行かなくなり、辺境以外にも藩鎮が設置された。
府兵制が行き詰まった背景としては、基になった北魏の兵制では兵の担い手が部族制の下で集団生活を行う牧畜民であったのに対して、唐の府兵制は定住して田を耕作する農民が兵を兼ねたため、年間3ヶ月の軍事訓練が与える農業への負担が大きく、また郷里と家族から離れて任務に就いたため士気が低く戦闘に弱かった点が挙げられる。また、辺境への赴任は白居易の『新豊折臂翁』に代表される兵役拒否も生み、負担に耐えかねて逃亡（逃戸）し本籍地を離れた土地で貴族に囲われ奴婢となる良民もいた。節度使は駐屯軍の将軍とその地方の財政官を兼ね、任地の税収を軍の糧秣と兵士の雇用に使う制度で、初めは異民族対策として西北方面を中心に10の節度使が設けられた。
710年の河西節度使の設置を初めとして10の節度使が設置された。駐屯する兵士は、徴兵制たる府兵制によって集められるのではなく、募兵制である長征健児制によった。兵士は辺境で屯田を行い、国家から給料として絹と銅銭を支給された。
| 節度使名       | 治所 | 設置目的               | 設置年 | 兵力  |
| -------------- | ---- | ---------------------- | ------ | ----- |
| 安西           | 亀茲 | 天山南路の防衛、西突厥 | 710年  | 24000 |
| 北庭           | 庭州 | 天山北路               | 712年  | 20000 |
| 河西           | 涼州 | 吐蕃と突厥の連携阻止   | 710年  | 73000 |
| 朔方           | 霊州 | 突厥                   | 721年  | 64700 |
| 河東           | 太原 | 突厥                   | 711年  | 55000 |
| 范陽           | 幽州 | 奚・契丹               | 713年  | 91400 |
| 平盧           | 営州 | 室韋・靺鞨             | 719年  | 37500 |
| 隴右           | 鄯州 | 吐蕃                   | 713年  | 75000 |
| 剣南           | 成都 | 吐蕃・吐谷渾           | 714年  | 30900 |
| 嶺南五府経略使 | 広州 | 夷獠                   | 711年  | 15400 |

節度使は安西・北庭・平盧の長城外節度使とそれ以外の長城内節度使に分けられる。長城外節度使には武人や蕃将（異民族出身の将軍）が就けられ、長城内節度使には中央から派遣された文官が付くのが当初の方針であり、節度使は宰相へと登るためのエリートコースとされていた。しかし玄宗に重用された宰相の李林甫は政敵の出現を恐れて、宰相になれない蕃将を積極的に節度使として登用した。安禄山も玄宗の寵愛を受け、742年に平盧節度使となり、更に范陽・河東を兼任した。

### 安史の乱
三節度使を兼任した安禄山の総兵力は約18万、一方首都長安を防衛する左右羽林軍は6万足らずと安禄山の兵力は羽林に勝った。安禄山は楊貴妃の一族である寵臣の楊国忠と玄宗の寵愛を争うが、この争いは常に玄宗の傍に居る楊国忠が有利であり、安禄山は自らの地位を失う恐怖から755年、ついに乱を起こした（安史の乱）。
安禄山が長安を落とし玄宗は蜀に逃亡、皇太子の李亨が皇帝に即位し粛宗となる。その後、反乱軍側の内部分裂と顔真卿・顔杲卿に代表される勤皇軍の奮戦やウイグルの援兵を受け、763年に乱を鎮圧した。
安史軍の根拠地であった河北には、投降した魏博（天雄軍）の田承嗣・幽州（盧龍軍）の李懐仙・恒冀（成徳軍）の李宝臣などの降臣をそのまま節度使として任命した。
内地にも次々と藩鎮が設置されて藩鎮の総数は50を超え、首都長安・副都洛陽の周辺部を除く多くの地域が藩鎮の統治下に置かれる。裁判権を持たないが軍権と財政権の多く（両税法による税収を除く）を兼ね備えた藩鎮のうち1/5～1/4ほどは反中央傾向が見られ、特にその傾向が強い旧安史軍の三将は河朔三鎮と呼ばれたが、彼等も中央政府の与えた官職による威命が無ければ将兵を統率する事は出来なかった。
これら藩鎮は軍官である節度使（ないし団練使・防禦使・経略使）と財政官を兼任し藩鎮を領有した。長たる藩帥が死去した場合、子孫や配下の有力者がこれを継承した例も見られる。
唐が滅亡した後も唐の正朔を奉じ続けた淮南節度使（呉）のように生産力・経済力のある江南地域は朝廷に対して恭順で、逆に河北は旧安史軍の根拠地だったこともあり中央から遊離して割拠する傾向が強く、中央へ納めるべき税を収めず藩鎮を運営した。中央政府の統治から遊離した藩鎮を河朔型藩鎮と呼ぶ。

### 代宗・徳宗期
代宗の時代は、藩鎮に対して強い態度を取らなかった。
代宗を継いだ徳宗は藩鎮の抑圧を目標とした。両税法により藩鎮の恣意的な財政運営に制限を加え、また781年に成徳の李宝臣が死去した際には、子の李惟岳による世襲の求めを認可しなかった。反発した成徳（李惟岳）・天雄（田悦）・平盧（李納）・山南東道（梁崇義）が連合して乱を起こすが、徳宗は禁軍（近衛軍）と盧龍などの他藩鎮軍を動員して討伐を行い、梁崇義を滅ぼし李惟岳を捕らえた。
徳宗の強硬姿勢を見た他の藩鎮は自らの地位を失うことを恐れ、初めは官軍に与していた盧龍軍なども離反した。783年に乱が起こり、元幽州節度使の朱泚を擁立して長安を占拠した。徳宗は奉天（現在の陝西省咸陽市乾県）に逃れる。
徳宗は事態収拾のため藩鎮側の地位を保全して罪を赦し、疲弊した藩鎮の多くはこれを受け容れた。残る盧龍軍や淮南西道・長安を占拠した朱泚軍も786年に鎮圧する。799年、淮南西道の李希烈を殺害し実権を握った陳仙奇を殺害して淮南西道節度使に就いた呉少誠が乱を起こすが、1年余りの戦いの後に罪を赦され乱を収めた。

### 憲宗期
徳宗の跡を継いだ順宗は在位半年で死去、憲宗が継ぐ。
即位早々の806年、西川節度使（四川西部）の劉闢が勢力拡大を目指して東川（四川東部）を攻撃したので、これを討伐して劉闢を捕らえて斬刑に処した。これを手始めに夏綏節度留後の楊恵琳、浙江西道の鎮海軍節度使の李錡を討伐する。更に河朔三鎮をも討たんとして失敗に終わるが、淮南西道の呉元済を滅ぼす。
憲宗の強硬な対応に対して藩鎮側も朝廷に恭順な態度を取るようになり、平盧の李師道・成徳の王承宗は自ら領地の一部を返還し、横海軍の程権は二州全ての領地を返還して藩の歴史を自ら絶った。更に、平盧の返還の履行が遅れたことを名目として攻撃を掛け取り潰した。
河朔型藩鎮として長く続いた平盧が取り潰されたことで、魏博の田弘正は藩帥の職を返還して入朝する。憲宗は820年に宦官により殺されるが、その後、成徳・盧龍もまた朝廷へ藩帥の職を返還したため、河朔三鎮による独自の藩帥継承は終わった。

### 黄巣の乱まで
三鎮の旧武将が再び藩鎮の実権を握り、藩帥の官職を求めると朝廷はやむなく認めた。これに呼応して他藩鎮でも再び遊離の動きが出たが、朝廷は断固たる態度で臨み許さなかった。
河朔型藩鎮による動乱は度々起きたが、この内朝廷に対する反乱は20%程度で、残る8割は兵士の暴動・将校による策動・部下による藩帥の殺害であった。これらは驕兵悍将と呼ばれ、十分な恩賞が約束されねば戦おうとせず、藩帥も驕兵悍将の意を迎えるのに苦慮した。

### 唐滅亡から五代
唐は黄巣の乱によって致命傷を受け、実質上は滅亡した。朝廷の権威が衰え、天下は再び朱全忠・李克用らの藩鎮勢力が合い争う時代となる。
907年、朱全忠により禅譲劇が行われ唐は名実共に滅亡、五代十国時代へと入る。
北宋の太祖趙匡胤もまた後周の宋州節度使職にあり、後周皇帝より禅譲を受けて建国した。しかし趙匡胤は前轍を踏まぬよう、宴席で酒を飲みながら部下の節度使に引退を勧め（五代の戦乱を見てきた部下の節度使にとっても「配下の軍隊が自分を皇帝に擁立しようとすれば否応なく謀反人にされてしまう」という懸念は現実的なもので、趙匡胤の勧めに抵抗なく応じることとなった）、加えて新たに通判の職を置いて節度使の行政権を移管、最終的に節度使を名誉職とすることに成功した。